# Wyrób budowlany

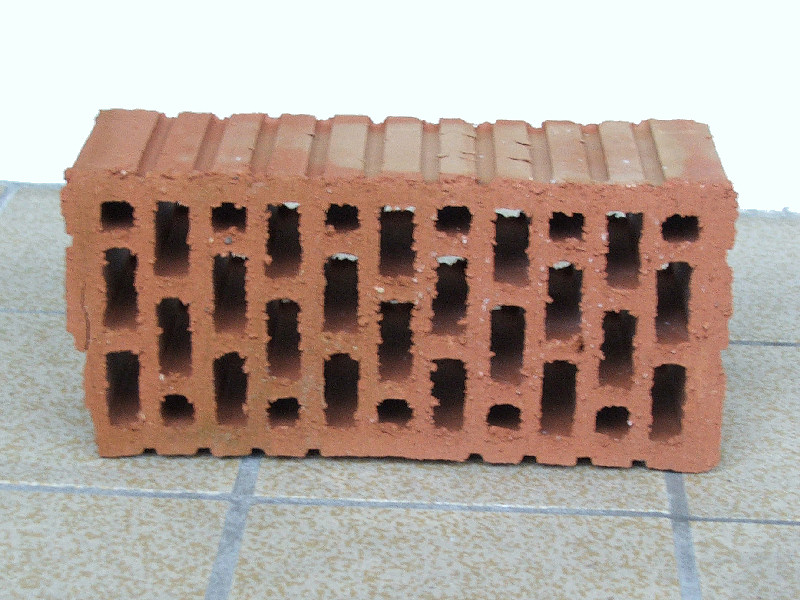
Wyrób budowlany

Wyrób budowlany (ang. construction product) – każdy wyrób lub zestaw wyprodukowany i wprowadzony do obrotu w celu trwałego wbudowania w obiektach budowlanych lub ich częściach, którego właściwości wpływają na właściwości użytkowe obiektów budowlanych w stosunku do podstawowych wymagań dotyczących obiektów budowlanych.